# Водзинська Євгенія Миколаївна
Євгенія Миколаївна Водзинська (нар. 26 травня 1987, Ростов-на-Дону, РРФСР, СРСР) — російська актриса театру і кіно.

## Біографія
З дитинства займалася в театральній студії «Калейдоскоп» при палаці культури «Ростсельмаш», міста Ростов-на-Дону під керівництвом Цімма О. В.
Перший вихід Євгенії на сцену відбувся в грудні 1993 року, спектакль " Попелюшка ", роль — мишка.
З 2004 по 2008 рік навчалася на акторському факультеті Російського інституту театрального мистецтва — рос. ГИТИС, курс майстра В. А. Андрєєва.
З 2008 року працювала у МХАТ ім. Горького. Зараз працює в театрі ім. Єрмолової.

## Особисте життя
Має сина Дмитра (народився в 2011).

## Фільмографія
- 2007–2008 — Тетянин день — Епізод
- 2008 — Час радості — Епізод
- 2008 — Одна ніч любові — Епізод
- 2008 — Стиляги — комсомолка
- 2009 — Подорож автостопом — Лєна Чижева «Лен»
- 2010 — Втеча — вдова Шубіна
- 2010–2011 — Інститут шляхетних дівчат — Катя Шестакова
- 2013 - Таємниці інституту шляхетних дівчат - графиня Катерина Басманова (Шестакова)
- 2017 — Доктор Анна — медсестра

## Театральні роботи
- Бригадир — роль Софія
- Пеппі Довгапанчоха — Пеппі
- Синій Птах — Мітіль
- Дорога Олено Сергіївно — Ляля Разумовська
- Жартівники — роль Вірочка
- Дні нашого життя — Оль-Оль
- Прощання в червні — Таня